# Orleans Arena
Die Orleans Arena ist eine Mehrzweck-Arena mit 9500 Plätzen in Paradise, Nevada, im Las Vegas Valley. Sie befindet sich im Orleans Hotel und Casino und wird von Coast Casinos, einer Tochtergesellschaft der Boyd Gaming, betrieben.
Die Arena ist seit 2019 die Heimat der Vegas Rollers der World TeamTennis. Sie ist auch ein gelegentliches Zuhause des UNLV-Rebels-Basketballteam, wenn das Thomas & Mack Center anderweitig besetzt ist. Die Arena war von 2003 bis 2014 die Heimat des Eishockeyteams Las Vegas Wranglers, im Jahr 2007 des Arena-Footballteams Las Vegas Gladiators sowie des Frauenfootballteams Las Vegas Sin.
Im Jahr 2020 gaben die Vegas Golden Knights bekannt, dass sie ein Franchise der American Hockey League (AHL) kaufen und verlagern würden. Das neu verlagerte Team, die Henderson Silver Knights, spielen derzeit in der Orleans Arena, während die neue Arena mit 6000 Plätzen in Henderson, Nevada, gebaut wird.

## Web
- Internetauftritt der Arena (English)